# Ajvide

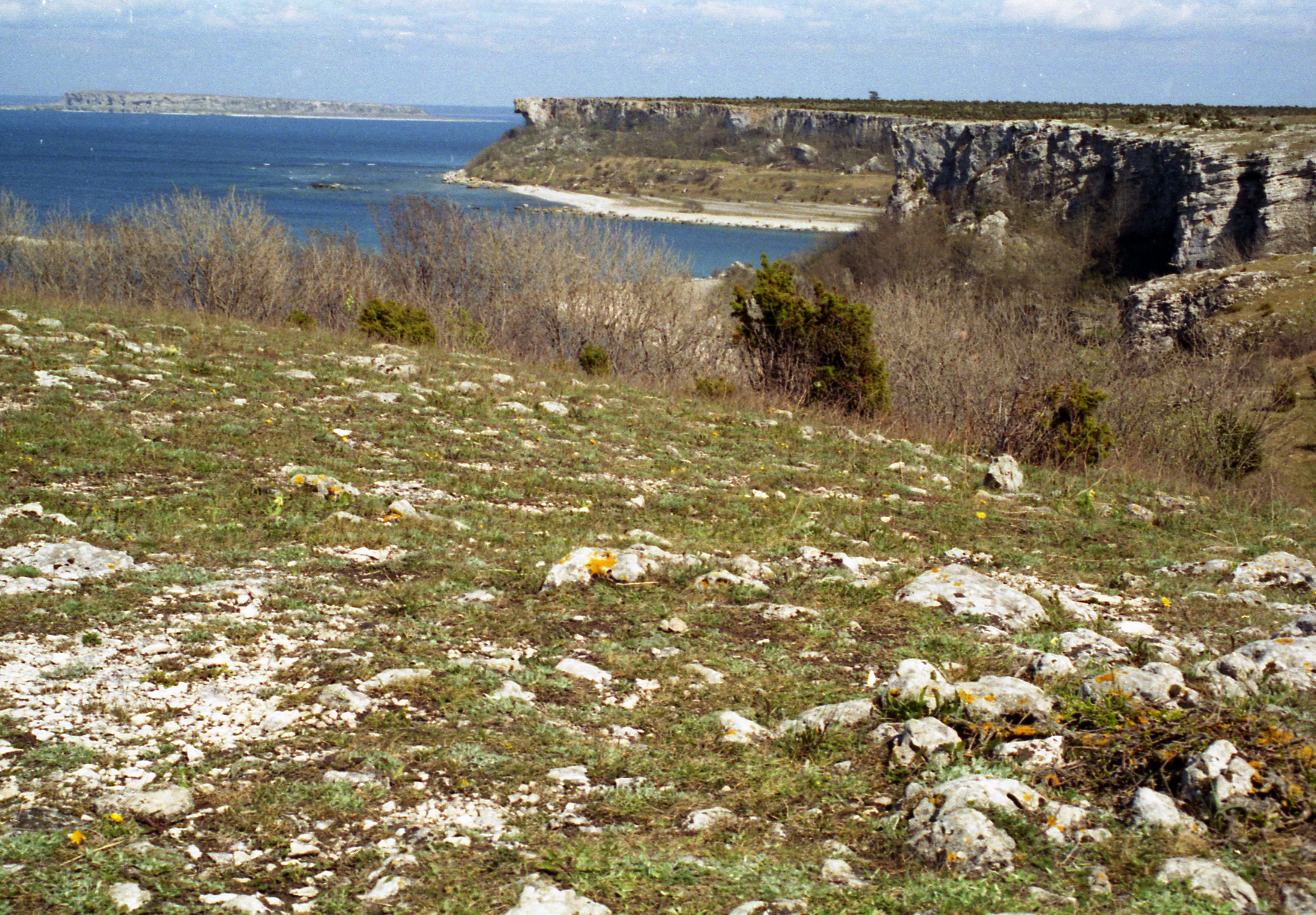
Ajvide

Ajvide (schwedisch Ajvideboplatsen) ist ein vorgeschichtlicher Fundplatz an der Westküste der schwedischen Insel Gotland. Er bedeckt eine Fläche von etwa 200.000 m² und war von der späten Mittelsteinzeit bis zur mittleren Bronzezeit bewohnt. 
Die hauptsächlichen Aktivitäten fanden in der mittleren Jungsteinzeit von 3100 bis 2700 v. Chr. statt. Diese Phase wird der Grübchenkeramischen Kultur zugerechnet. Um 2900 v. Chr. litt der Siedlungsplatz unter der marinen Transgression, dem Wasserspiegelanstieg der Ostsee.
Seit 1983 hat die Universität Stockholm, später die Hochschule auf Gotland archäologische Untersuchungen des Geländes durchgeführt. Inger Österholm (1942–2007) und Göran Burenhult führten im jungsteinzeitlichen Gotland Untersuchungen durch, was Ajvide einschloss.
Wichtigster Teil des Fundorts ist ein Gräberfeld, das etwa 80 Gräber enthält. In manchen Fällen ist mehr als ein Individuum in einem Grab bestattet, während andere möglicherweise Kenotaphe (Leergräber) waren. Die meisten Gräber stammen aus der Zeit nach der Grübchenkeramischen Kultur. Im Anschluss an das Gräberfeld findet sich im Osten eine Fläche mit sehr dunklem Boden, der eine Mischung aus Artefakten, Tongefäßen und Knochenfragmenten enthält. In einigen Texten wird dieses Gebiet als schwarzes Areal bezeichnet, das möglicherweise eine zeremonielle Funktion hatte. Österholm hat vorgeschlagen, dass es der Gewinnung von Robbentran gedient haben könnte. Dies könnte ökonomische Aktivitäten anzeigen, aber bei Ajvide kann der Bereich auch rituelle Konnotation besessen haben. Das „Ölfeld“ wurde von einer Reihe von großen Pfostenlöchern begrenzt und die Gräber waren in einem Bogen da herum angelegt. Einige Gräber waren mit Robbenöl imprägniert. Ein wertvolles Produkt wie Robbenöl kann durchaus rituelle Bedeutung haben. 
Eine Schicht mit Tierknochen deutet darauf hin, dass die Wirtschaft in der späten Mittelsteinzeit nebst dem Fischfang auch auf der Jagd auf Kegel-, Ringel- und Sattelrobben sowie Schweinswale basierte.
Rinder, Schafe und Schweine wurden zu Beginn der Jungsteinzeit eingeführt. In der mittleren Jungsteinzeit kam es zu einer Ausweitung der Seehundjagd und Fischerei. Rinder und Schafe kehrten dann in der späten Jungsteinzeit und in der Bronzezeit zurück. Es ist argumentiert worden, dass die Schweine, die auch während der Grübchenkeramischen Kultur auf Gotland vorkamen, während dieser Zeit als wilde oder verwilderte Tiere lebten. Das würde einen Wandel zurück zum Leben als Jäger und Sammler implizieren und nicht bloß eine stärkere Nutzung maritimer Ressourcen. Die Untersuchung der Knochenbruchstellen deuten darauf hin, dass das Knochenmark extrahiert wurde.
In Grab 62 war eine etwa 25- bis 30-jährige Frau bestattet. Zu den überdurchschnittlichen Grabbeigaben, die sich dicht neben dem Skelett befanden, gehören 44 Vogelknochen, die eindeutig als präpariert erkennbar sind. Bei einem Teil der Vogelknochen waren unterschiedliche Größen ineinander gesteckt und mit seitlichen Perforationen versehen. Es wird vermutet, dass es sich dabei um einen besonderen Typus von Blasinstrumenten handelte, bei denen die Töne mit den Lippen durch Ansaugen von Luft produziert werden und die unter dem englischen Namen sucked trumpets bekannt sind.